# Deligradska
Deligradska (en serbe cyrillique : Делиградска) est une rue de Belgrade, la capitale de la Serbie, située en partie dans la municipalité de Stari grad et, pour l'essentiel, dans la municipalité de Savski venac.

## Parcours
Le point de départ de Deligradska est la place de Slavija, l'un des plus importants nœuds de circulation de la capitale serbe. La rue s'oriente en direction sud-est et croise les rues Birčaninova, Tiršova et Pasterova. Plus au sud, Deligradska bifurque pour donner naissance à la rue Dr Koste Todorovića ; elle-même se prolonge encore en direction du sud-est et elle croise la rue Dr Subotića avant de se terminer en impasse.

## Institutions et ambassades
La Haute cour de commerce de Serbie (en serbe : Viši trgovinski sud Srbije) est située au n° 16 de la rue.
Les ambassades de Biélorussie et de Russie sont situées dans la rue, respectivement aux n° 13 et 32.

## Sport
Le Centre municipal de culture physique (en serbe : Градски центар за физику културу et Gradski centar za fiziku kulturu) est situé au n° 27 de la rue Deligradska ; il a ouvert ses portes en 1936 ; la gymnaste yougoslave Milena Reljin y a commencé sa carrière. L'Académie de football de Belgrade (Akademije fudbala) est située la même adresse, ainsi que le siège de nombreuses associations sportives de la ville de Belgrade : la Fédération d'athlétisme , la Fédération de karaté, créée en 1963, la Fédération de taekwondo, la Fédération de boxe, la Fédération de judo, la Fédération de football, qui rassemble 270 clubs et plus de 18 000 adhérents, la Fédération de bowling, la Fédération de hand-ball, créée en 1949, la Fédération de lutte, la Fédération de tennis de table ou encore la Fédération d'échecs, créée en 1957 ; à la même adresse se trouve aussi le siège de la Fédération serbe de natation synchronisée.

## Santé
Le centre Experto Credite, spécialisé en dermatologie et vénérologie, est situé au n° 24 de la rue. L'Institut de médecine du travail et de radiologie de Serbie Dragomir Karajović (Institut za medicinu rada i radiološku zaštitu Srbije Dr Dragomir Karajović) est situé au n° 29 ; il a ouvert ses portes en 1953 dans le cadre de la Faculté de médecine de l'université de Belgrade. Au n° 31 se trouve également l'école secondaire de médecine de Belgrade (Srednja medicinska škola Beograd), qui a été créée en 1899. Par la rue Dr Koste Todorovića, on accède au Centre clinique de Serbie (en serbe : Klinički centar Srbije) qui constitue le plus grand centre hospitalier de la capitale serbe.
La chapelle hospitalière des Saints Côme-et-Damien est située au n° 38 ; elle dépend du Centre clinique de Serbie et a été construite en 1929.

## Économie
Le restaurant McDonald's de la place de Slavija est en fait situé 2 rue Deligradska ; il a ouvert ses portes le 24 mars 1988, ce qui en fait le premier de cette chaîne installé en Serbie.
La société Marićev Muzički Servis, située au n°17 de la rue, a été créée en 1985 ; elle vend et répare des instruments de musique.
L'agence de tourisme S.A.B. International dispose d'une succursale située au n° 9 de la rue.